# André Thomas Perreimond
André Thomas Perreimond, né le 2 octobre 1766 à Vidauban dans le Var et mort le 2 janvier 1844 à Toulon dans le Var, est un général français de la Révolution et de l’Empire.

## Biographie
Il entre en service le 6 août 1785, comme dragon au régiment de Noailles. Il passe maréchal des logis-chef le 10 septembre 1792, au 21e régiment de chasseurs à cheval. Nommé sous-lieutenant le 2 février 1793, lieutenant le 14 mars, capitaine le 22 avril et chef d’escadron le 31 décembre de la même année, il devient adjudant-général chef de brigade le 6 janvier 1794, et est blessé le 26 mars 1794 à l’affaire du camp de Solesmes. Il est promu général de brigade le 29 avril 1794, et est de nouveau blessé le 23 mai 1795 à Kaiserslautern. Il est réformé le 13 avril 1796.
Remis en activité, il participe le 8 février 1807 à la bataille d'Eylau, et il est fait chevalier de la Légion d’honneur le 10 mai 1807. Il se trouve le 10 juin à la bataille d'Heilsberg, et 14 juin à la bataille de Friedland. Il est fait officier de la Légion d’honneur le 18 février 1808, et il est créé baron de l’Empire le 27 juillet suivant, avant d’être affecté à l’armée d’Espagne le 15 novembre de la même année. Le 10 juin 1809 il est de retour en France, et il est nommé chef d’état-major de la 16e division militaire à Lille le 26 août suivant. 
Le 26 septembre 1809, il est de nouveau envoyé en Espagne, et en janvier il commande une brigade de cavalerie légère du 4e corps d’armée. Le 1er septembre 1811 il prend le commandement de la 2e brigade de la 1re division de cavalerie du général Latour-Maubourg. Il est mis en non activité en juin 1814. Il est élevé au grade de lieutenant-général le 21 février 1816. 
Il meurt le 2 janvier 1844, à Toulon.

## Dotation
- Le 17 mars 1808, donataire d’une rente de 4 000 francs sur les biens réservés en Westphalie.

## Armoiries
| Figure | Nom du baron et blasonnement |
| ------ | --- |
|        | Armes du baron André Thomas Perreimond et de l'Empire, décret du 19 mars 1808, lettres patentes du 27 juillet 1808, officier de la Légion d'honneur D'azur à trois chevrons d'or, au franc-quartier des barons militaires brochant sur le tout - Livrées : les couleurs de l'écu. |